# Fiorenzuola d’Arda
Fiorenzuola d’Arda – miejscowość i gmina we Włoszech, w regionie Emilia-Romania, w prowincji Piacenza.
Według danych na rok 2004 gminę zamieszkiwało 13 349 osób, 226,3 os./km².